# Fremdrentengesetz
Das deutsche Fremdrentengesetz regelt, unter welchen Voraussetzungen Vertriebene und Spätaussiedler für im Ausland geleistete – „fremde“ – Tätigkeiten in Deutschland eine Rente erhalten. Nach dem Eingliederungsprinzip sollen sie durch dieses Gesetz so gestellt werden, als hätten sie ihr Berufs- und Versicherungsleben in der Bundesrepublik Deutschland verbracht.

## Rechtsentwicklung
Schon in den ersten Jahren nach Ende des Zweiten Weltkrieges wurden auf Länderebene einzelne Flüchtlingsrentengesetze erlassen. Bundeseinheitliche Regelungen brachte dann erstmals das Fremdrenten- und Auslandsrentengesetz (FAG) vom 7. August 1953 (BGBl. I S. 848), das rückwirkend zum 1. April 1952 in Kraft trat. Es basierte auf dem Entschädigungsprinzip, d. h., die nach dem FAG zustehenden Ansprüche waren davon abhängig, welche Ansprüche und Anwartschaften der jeweils Betroffene in seinem Herkunftsgebiet gehabt hätte.
Das Fremdrenten- und Auslandsrentengesetz war von Beginn an nur als Übergangsregelung gedacht. Es wurde deshalb sieben Jahre nach seinem Inkrafttreten durch das Fremdrenten- und Auslandsrenten-Neuregelungsgesetz (FANG) vom 25. Februar 1960 (BGBl. I S. 93) in wesentlichen Punkten geändert; dessen Artikel 1 beinhaltete das Fremdrentengesetz (FRG). Die mit dem FANG vorgenommenen Änderungen traten rückwirkend zum 1. Januar 1959 in Kraft. Dem FRG lag nun nicht mehr das Entschädigungsprinzip zugrunde, sondern der Gedanke der Eingliederung der Vertriebenen.
Das Fremdrentengesetz blieb mit seinen Regelungen – von kleineren Änderungen und Ergänzungen abgesehen – rund 30 Jahre weitgehend unverändert. Die Rechtsentwicklung in der deutschen Rentenversicherung, die tatsächlichen und rechtlichen Veränderungen in den Herkunftsgebieten und nicht zuletzt die Ende der 1980er Jahre dramatisch gestiegenen Aussiedlerzahlen erforderten eine Anpassung des Fremdrentenrechts. Diese erfolgte im Rahmen des Rentenreformgesetzes 1992 (RRG '92). Schwerpunkte der Änderungen lagen in der Verstärkung des Eingliederungsprinzips und in der größeren Differenzierung bei der Bewertung der Zeiten, mit denen im Einzelfall mögliche Besserstellungen der FRG-Berechtigten gegenüber den einheimischen Versicherten vermieden werden sollten. Die Änderungen traten zu unterschiedlichen Zeitpunkten in Kraft, überwiegend zum 1. Juli 1990, teilweise auch zum 1. Januar 1992.
Noch bevor diese Neuregelungen wirksam werden konnten, wurde das FRG als Folge der politischen Entwicklung in Deutschland erneut reformbedürftig. Als Sofortmaßnahme wurde der Anwendungsbereich des FRG hinsichtlich der DDR-Zeiten durch Artikel 23 § 1 Staatsvertragsgesetz eingeschränkt. Die endgültigen Korrekturen erfolgten dann durch das Rentenüberleitungsgesetz (RÜG) vom 25. Juli 1991. Die Änderungen standen insbesondere im Zusammenhang mit der Vereinheitlichung des Rentenrechts (Erstreckung des FRG auf das Beitrittsgebiet, Nichtanwendung des FRG auf DDR-Zeiten) und der Modifizierung des Eingliederungsprinzips (Orientierung der Bewertung an den Verhältnissen im Beitrittsgebiet). Sie traten zum 1. August 1991 und 1. Januar 1992 in Kraft. Kleinere rückwirkende Korrekturen zum Rentenüberleitungsgesetz erfolgten durch das Rentenüberleitungs-Ergänzungsgesetz.
Deutliche Einschnitte in die FRG-Leistungen brachte dann das Wachstums- und Beschäftigungsförderungsgesetz. Es verstärkte die mit dem RÜG begonnene Absenkung der Tabellenwerte, mit der eine Eingliederung in strukturschwache Gebiete Deutschlands simuliert werden soll. Für neu zuziehende Berechtigte wurden die FRG-Leistungen auf einen Höchstwert begrenzt. Diese beiden Änderungen traten zum 7. Mai 1996 in Kraft. Daneben gab es zum 1. Januar 1997 noch einige kleinere Anpassungen an das allgemeine Rentenrecht.
Die Änderungen durch das Rentenreformgesetz 1999 (RRG '99) waren nicht so bedeutsam. Die (zum 1. Juli 1998 wirksamen) Verbesserungen bei der Bewertung der Kindererziehungszeiten wurden zwar auf das FRG übertragen; gleichzeitig wurden jedoch die Kindererziehungszeiten (wie auch die Wehrdienstzeiten) in die allgemeine Absenkung der Werte einbezogen. Ansonsten gab es nur kleinere Korrekturen.
Gleiches gilt für die folgenden Rechtsänderungen durch verschiedene Gesetze. Eine wesentliche Einschränkung der Ansprüche auf Hinterbliebenenrenten brachte das Altersvermögensergänzungsgesetz zum 1. Januar 2002.
Der Beitritt zahlreicher Herkunftsländer zur Europäischen Union hatte auf das FRG grundsätzlich keine Auswirkungen. Dessen Anwendung blieb erhalten; teils aufgrund entsprechender Eintragungen in den Anhang der Verordnung (EWG) Nr. 1408/71, teils aufgrund einer neuen Besitzschutzregelung im Rahmen des RV-Nachhaltigkeitsgesetzes.

## Grundsätze des Fremdrentengesetzes
Ausgangspunkt für die Schaffung des FRG war der damalige § 90 Bundesvertriebenengesetz. Dort war geregelt, dass
1. Vertriebene und Sowjetzonenflüchtlinge in der Sozialversicherung den Berechtigten in Deutschland gleichgestellt werden (Absatz 1),
2. Vertriebene und Sowjetzonenflüchtlinge anstelle der früher im Herkunftsgebiet erworbenen Ansprüche und Anwartschaften diese unter Zugrundelegung deutscher Vorschriften bei den deutschen Versicherungsträgern geltend machen können (Absatz 2) und
3. Näheres durch Gesetz geregelt wird (Absatz 3).

Diese Rechtsgrundlage ist durch das FRG geschaffen worden. Es galt bis zur Vereinigung Deutschlands auch für DDR-Sachverhalte, seit 1. Januar 1992 aber nur noch für ausländische Sachverhalte.
Das FRG ist geprägt vom Eingliederungsgedanken, d. h., die Berechtigten werden so behandelt, als hätten sie ihr Versicherungsleben nicht im Herkunftsland, sondern in Deutschland verbracht. Ausgehend von diesem Grundsatz enthält das FRG in erster Linie Regelungen, ob und ggf. welche fremden Zeiten in der deutschen Rentenversicherung gleichgestellt und wie diese bewertet werden. Bei der Bewertung der Zeiten ist das Grundprinzip durch das Rentenüberleitungsgesetz und das Wachstums- und Beschäftigungsförderungsgesetz dahingehend modifiziert worden, dass die Eingliederung nicht nach gesamtdeutschen Verhältnissen erfolgt, sondern sich an strukturschwachen Gebieten und an der Einkommensstruktur der DDR orientiert.
Typische Länder mit FRG-Berechtigten sind u. a. Jugoslawien, Polen, die Tschechoslowakei und ihre Nachfolgestaaten, Ungarn, Rumänien oder die Sowjetunion bzw. ihre Nachfolgestaaten.

## Gliederung des Fremdrentengesetzes
1. Gemeinsame Vorschriften (§§ 1 bis 4)
2. Gesetzliche Unfallversicherung (§§ 5 bis 13)
3. Gesetzliche Rentenversicherung (§§ 14 bis 31)
4. Anlagen (Tabellen)